# Schwarze Dörfer
Als Schwarze Dörfer bezeichnet man eine Reihe von Dörfern im Ayllón-Gebirge des Iberischen Scheidegebirges in der Provinz Guadalajara von Kastilien-La Mancha, deren Häuser aus schwarzem Stein und Schiefer gebaut sind, weshalb auch die Bezeichnung schwarze Architektur verwendet wird. 

## Orte
- Cogolludo
- Tamajón
- Majaelrayo
- Campillejo
- El Espinar
- Campillo de Ranas
- Majaelrayo
- Valverde de los Arroyos